# Leslie Grace
Leslie Grace (ur. 7 stycznia 1995) – amerykańska piosenkarka, autorka tekstów i aktorka. Za swoją pracę jako piosenkarka otrzymała trzy nominacje do nagrody Grammy. Zagrała Ninę Rosario w filmie In the Heights (2021).

## Wczesne życie
Grace urodziła się 7 stycznia 1995 roku w Bronksie, dzielnicy Nowego Jorku. Jej matka prowadzi salon fryzjerski. Wychowała się w Davie na Florydzie i uczęszczała do Indian Ridge Middle School oraz Western High School, gdzie brała udział w musicalach i pokazach talentów. Mówi po angielsku i hiszpańsku.

## Kariera

### Muzyczna
Uczęszczając do gimnazjum nagrała i wydała niezależny album z muzyką chrześcijańską we współpracy z CD Baby. Jej debiutanckim singlem był „Will You Still Love Me Tomorrow”, dwujęzycznym coverem przeboju Shirelles z 1961 roku. Utwór stał się numerem jeden na liście Bilboard Tropical Songs oraz Bilboard Latin Airplay, czyniąc ją najmłodszą artystką, która tego dokonała. Jej drugi studyjny album, „Leslie Grace” (2013), również był na szczycie list przebojów.
Grace wystąpiła m.in. na karaibskiej wyspie Curaçao podczas North Sea Jazz Festival, a także na Sábado Gigante z Don Francisco i na Stadionie Narodowym Chile, gdzie zaśpiewała przed około 60 000 osób.
W styczniu 2017 roku współpracowała z duetem Play-N-Skillz w coverze piosenki Seleny, „Si una vez”. W lutym tego samego roku została nominowana do Premios Lo Nuestro w kategorii „Artystka Roku – Pop / Rock”.
Od czerwca 2015 roku Grace jest twarzą pasty do zębów Colgate. Podpisała też kontrakt z Sony Music Latin.

### Filmowa
W dniu 11 kwietnia 2019 ogłoszono, że Leslie Grace wystąpi jako Nina Rosario w filmowej adaptacji musicalu Lin-Manuela Mirandy In the Heights, nagrodzonego Tony Award. Film pierwotnie miał mieć premierę w 2020, ale została ona przesunięta ze względu na pandemię COVID-19. Został wydany latem następnego roku w kinach i na HBO Max. Został ciepło przyjęty przez krytyków, a wielu uznało go za jeden z najlepszych filmów roku.
21 lipca 2021 roku Grace została obsadzona w roli Barbary Gordon / Batgirl w filmie dla HBO Max, zatytułowanym Batgirl, jednak w sierpniu 2022 projekt został anulowany.